# Hyun Young
Hyun Young, ou Hyeon Yeong, est une actrice sud-coréenne née le 6 septembre 1976, également modèle, présentatrice de télévision et chanteuse occasionnelle. Elle sort deux singles en 2006 et 2007, dont une reprise du titre Renai Revolution 21 du groupe japonais Morning Musume.